# Hedysarum roseum
Hedysarum roseum är en ärtväxtart som beskrevs av John Sims. Hedysarum roseum ingår i släktet buskväpplingar, och familjen ärtväxter. Inga underarter finns listade i Catalogue of Life.